# Giby
Giby (lit. Gibai) – wieś o charakterze letniskowym w Polsce położona w województwie podlaskim, w powiecie sejneńskim, siedziba gminy Giby (dawniej gminy Pokrowsk). Leży pomiędzy jeziorami Gieret i Pomorze, przez tereny wsi przepływa rzeka Marycha. Leży przy drodze krajowej nr 16.
| SIMC    | Nazwa       | Rodzaj    |
| ------- | ----------- | --------- |
| 1011365 | Koszary     | część wsi |
| 1011460 | Pod Kaczan  | część wsi |
| 1011477 | Podgibki    | część wsi |
| 1011550 | Wierśnianka | część wsi |
| 1011572 | Wojtkiszki  | część wsi |
| 1011589 | Zaborek     | część wsi |

W latach 1975–1998 miejscowość administracyjnie należała do województwa suwalskiego.

## Historia
Wieś została założona w 1594. Dawniej była siedzibą osoczników, strzegących Puszczy Przełomskiej. Mieścił się w niej ośrodek tkacki, w którym wyrabiano lniane obrusy, ręczniki, dywany wełniane oraz lniano-bawełniane.

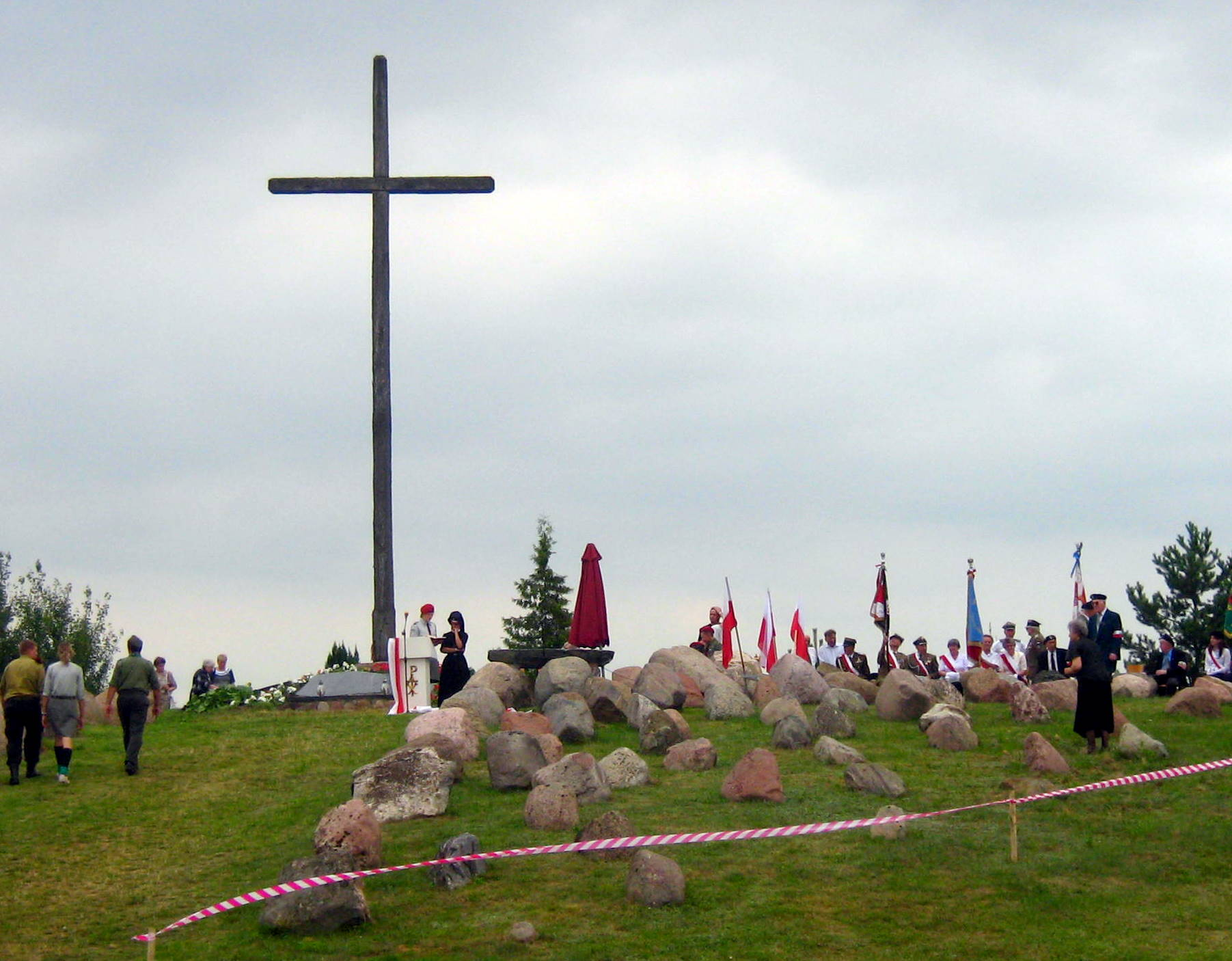
Krzyż w Gibach, poświęcony pamięci zamordowanych podczas obławy augustowskiej w 1945

Wieś królewska ekonomii grodzieńskiej położona była w końcu XVIII w. w powiecie grodzieńskim województwa trockiego.
W XIX w. wieś należała do gminy Pokrowsk, powiat sejneński. W 1827 było tu 41 domów i 353 mieszkańców. W 1880 – 99 domów i 698 mieszkańców.
W 1929 wieś miała 551 mieszkańców. Były tu cztery warsztaty bednarskie, kuźnia, sześć sklepów spożywczych i terpentyniarnia.
Podczas II wojny światowej i po niej wieś i okolice były terenem licznych walk partyzanckich z wojskami radzieckimi, niemieckimi, NKWD i UB. W lipcu 1945 Armia Czerwona UB i Ludowe Wojsko Polskie aresztowały podczas tzw. obławy augustowskiej (w okolicach Augustowa i Gib) ok. 2000 osób, spośród których zaginęło ok. 600 osób.
Obecnie jest to miejscowość turystyczna z licznymi ośrodkami wczasowymi oraz polem biwakowym. We wsi znajduje się pomnik zamordowanych w lipcu 1945 ofiar NKWD, projektu Andrzeja Strumiłły. Niedaleko wsi znajduje się ścisły rezerwat wodny „Tobolinka” oraz grodzisko Posejnele, oddalone o ok. 2 km. W Gibach znajduje się kościół św. Anny z 1912, ozdobiony porożami zwierząt puszczańskich. Świątynia ta jest dawną molenną, przeniesioną w 1982 z Pogorzelca.

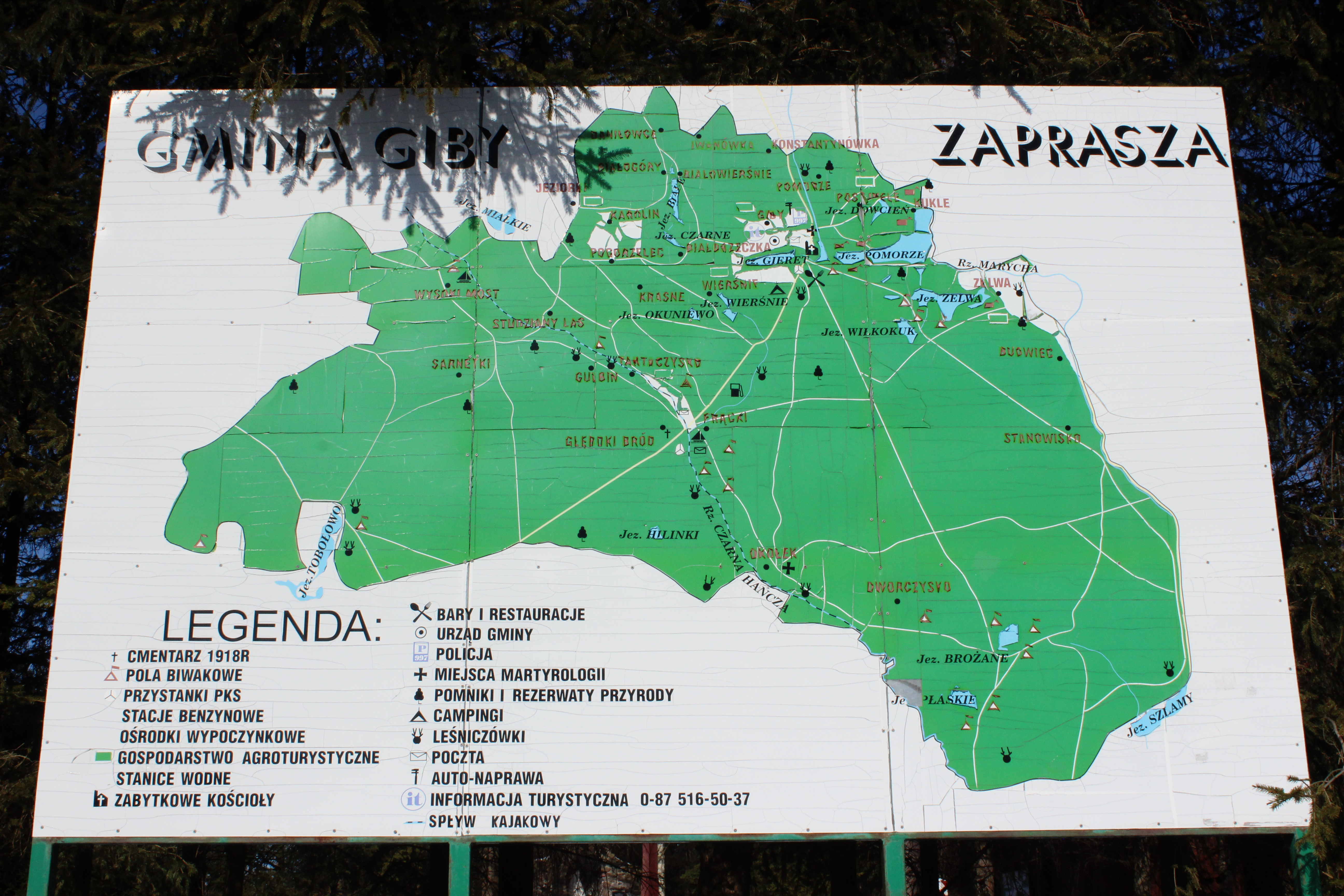
Mapa gminy
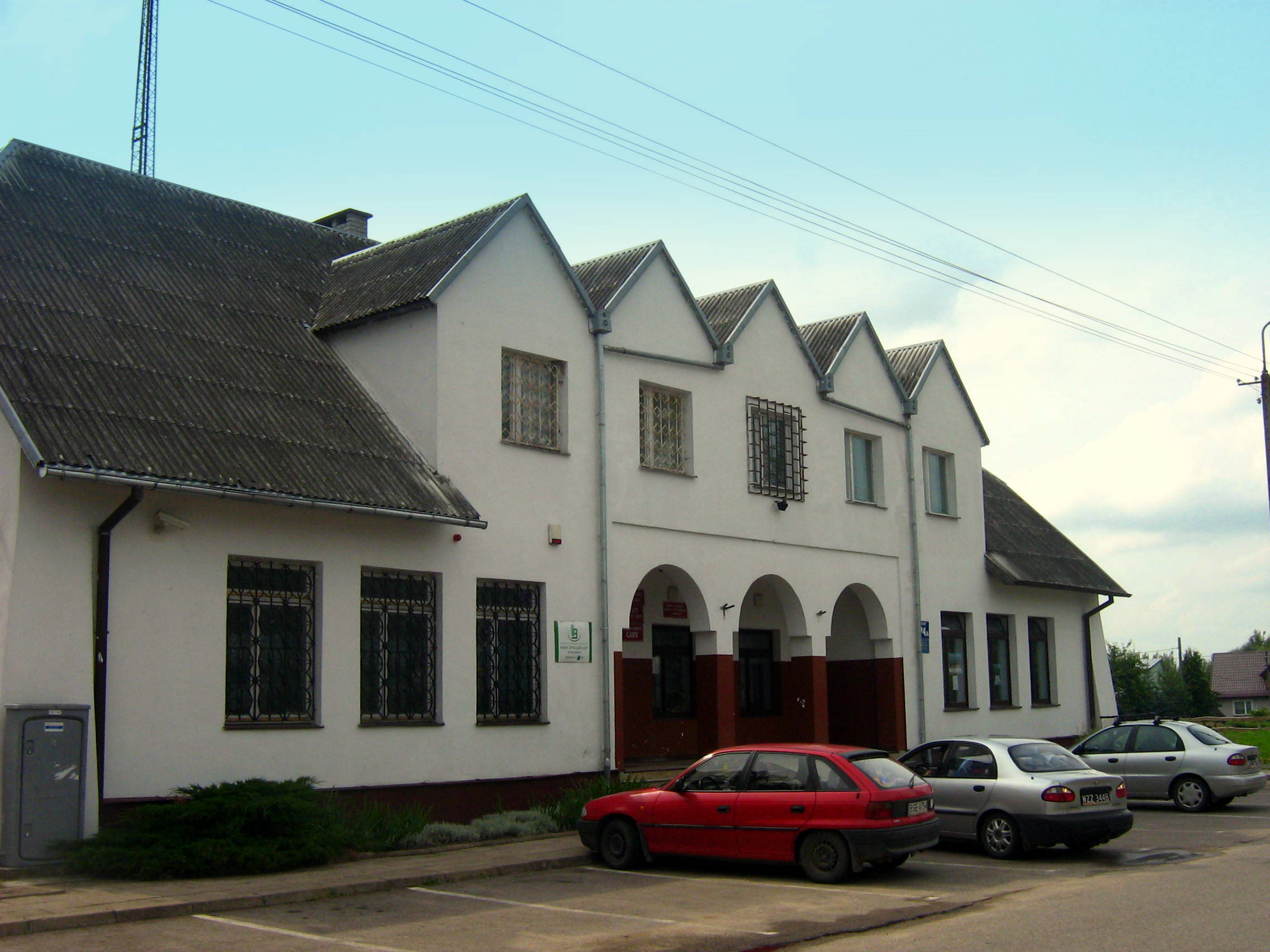
Urząd Gminy Giby
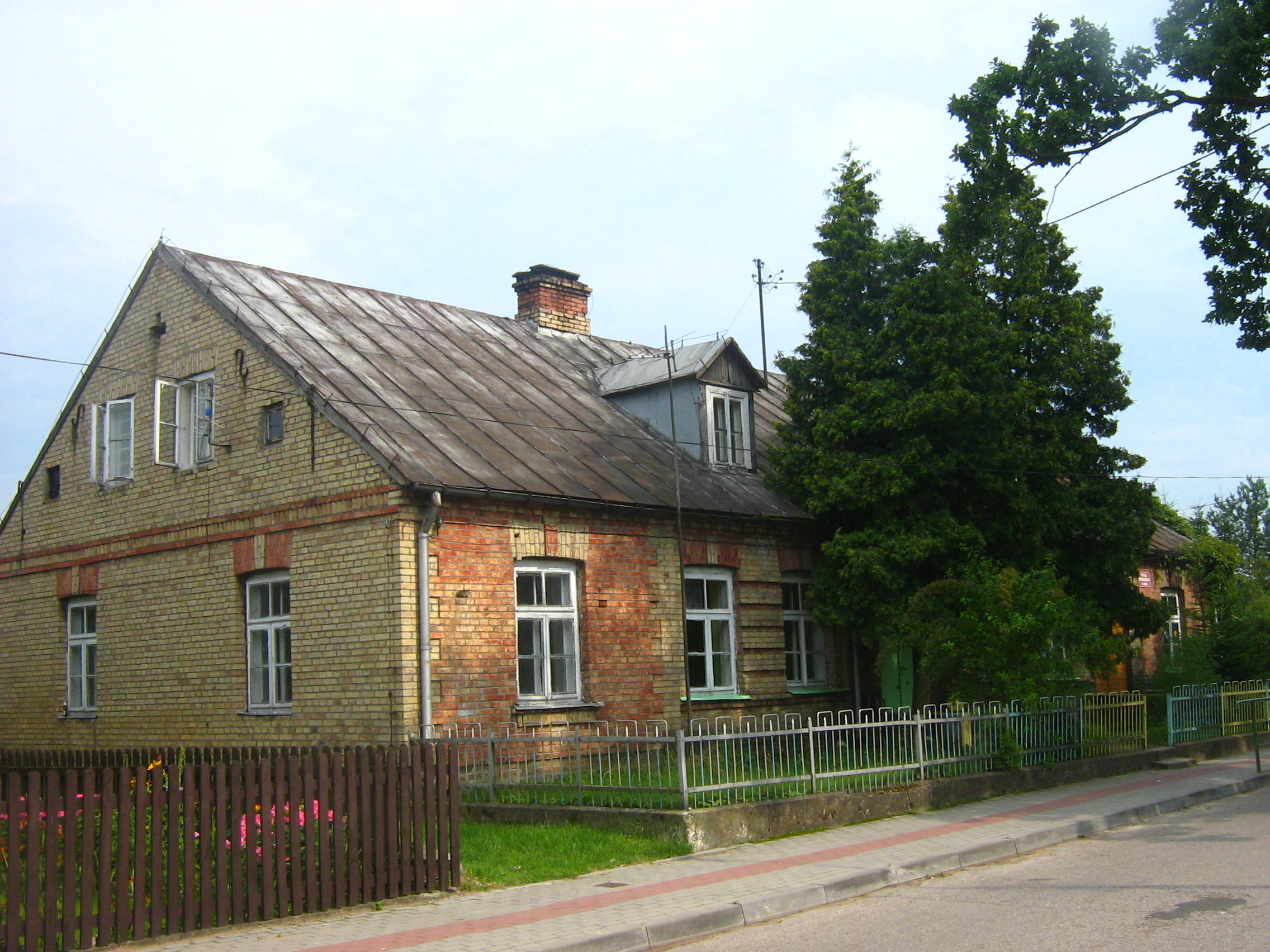
Budynek przedszkola
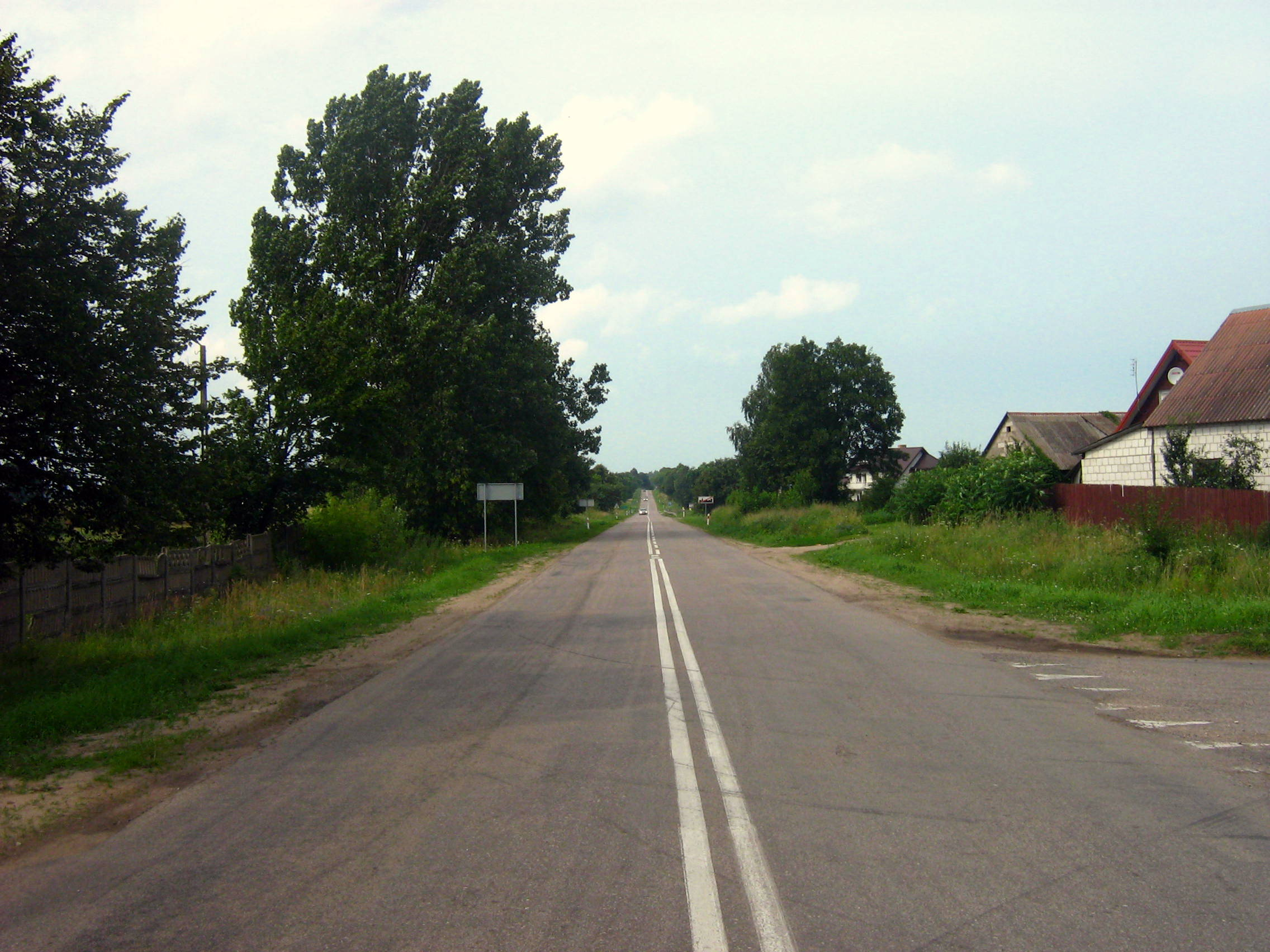
Droga krajowa nr 16
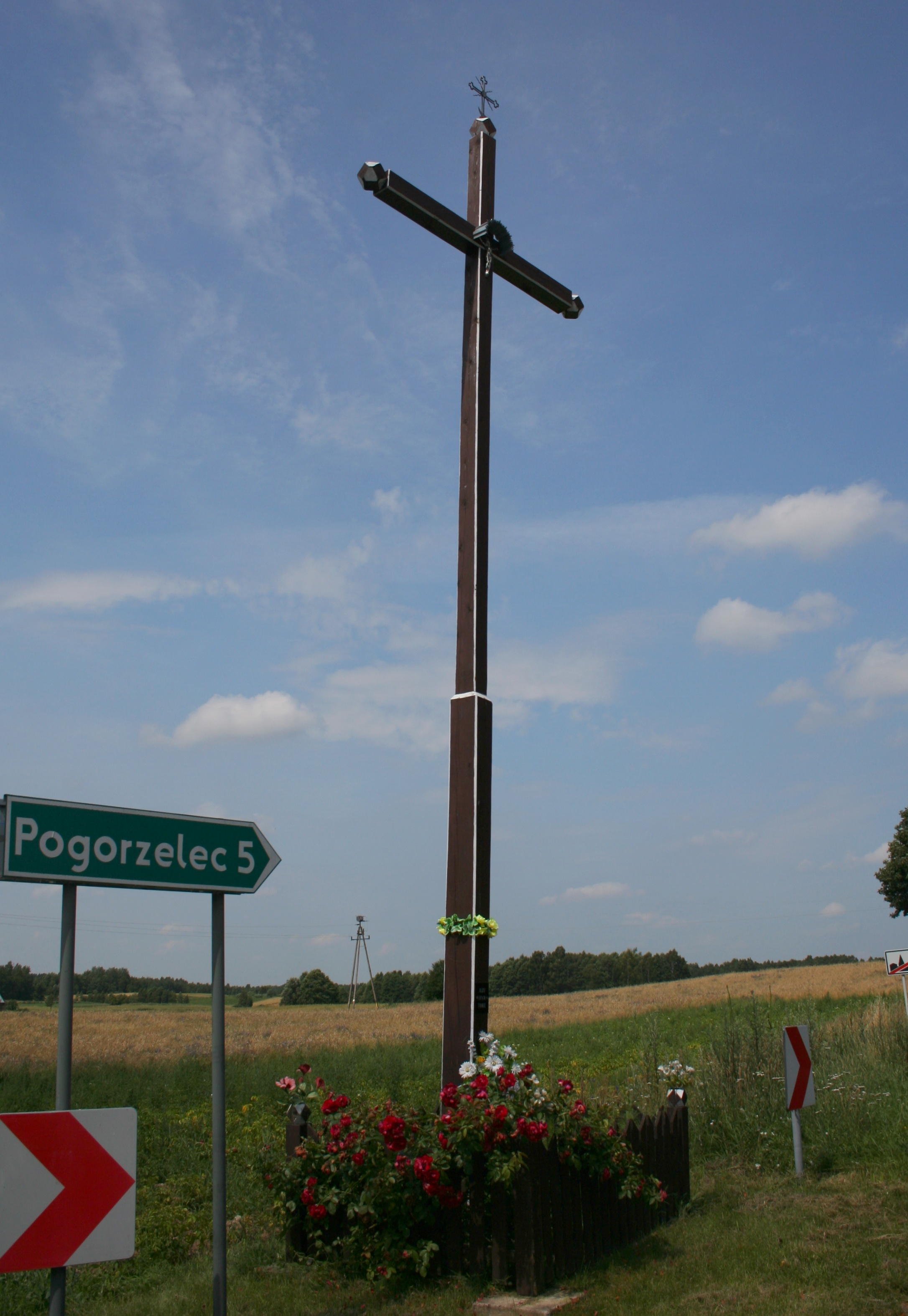
Krzyż przydrożny
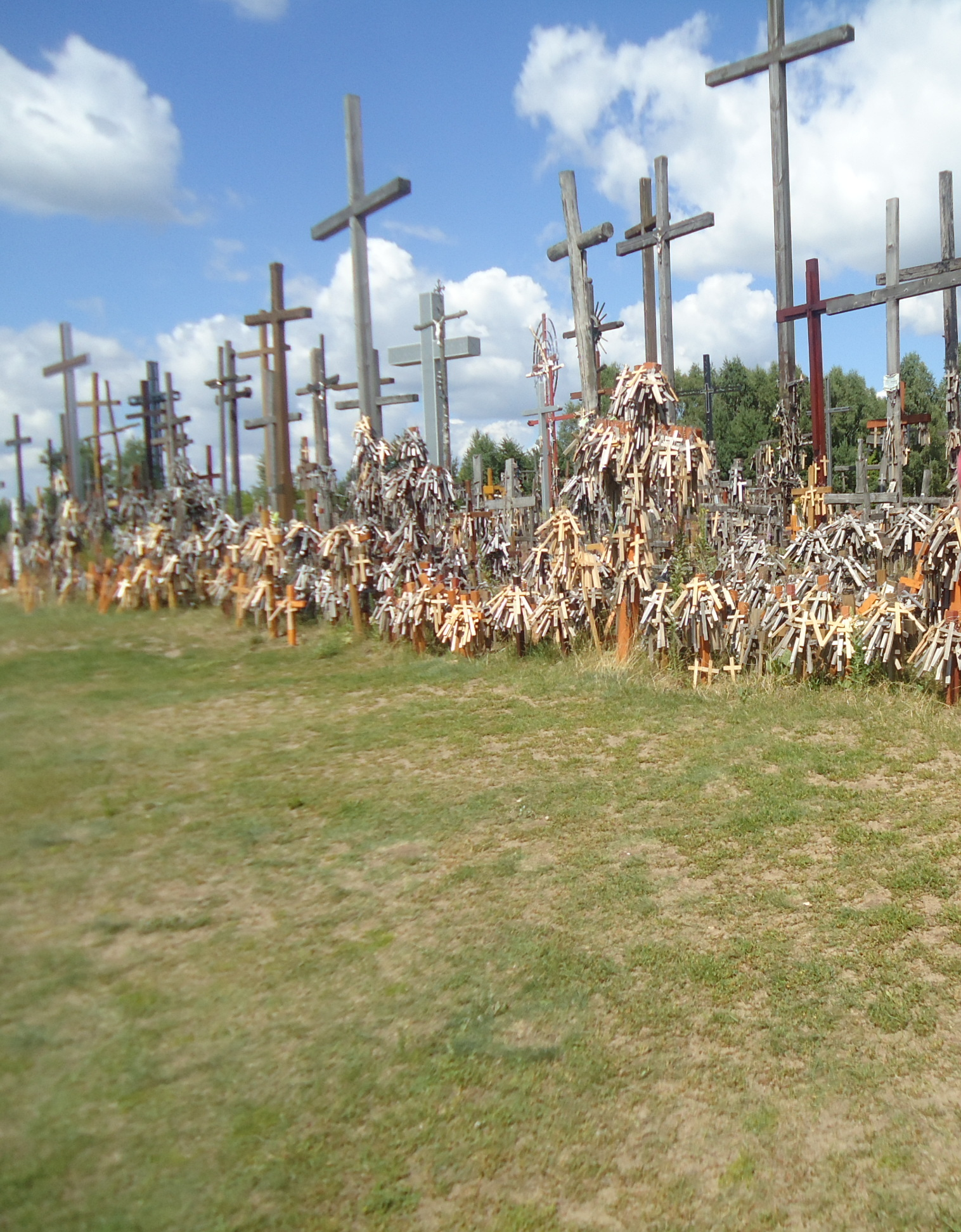
Wzgórze Krzyży
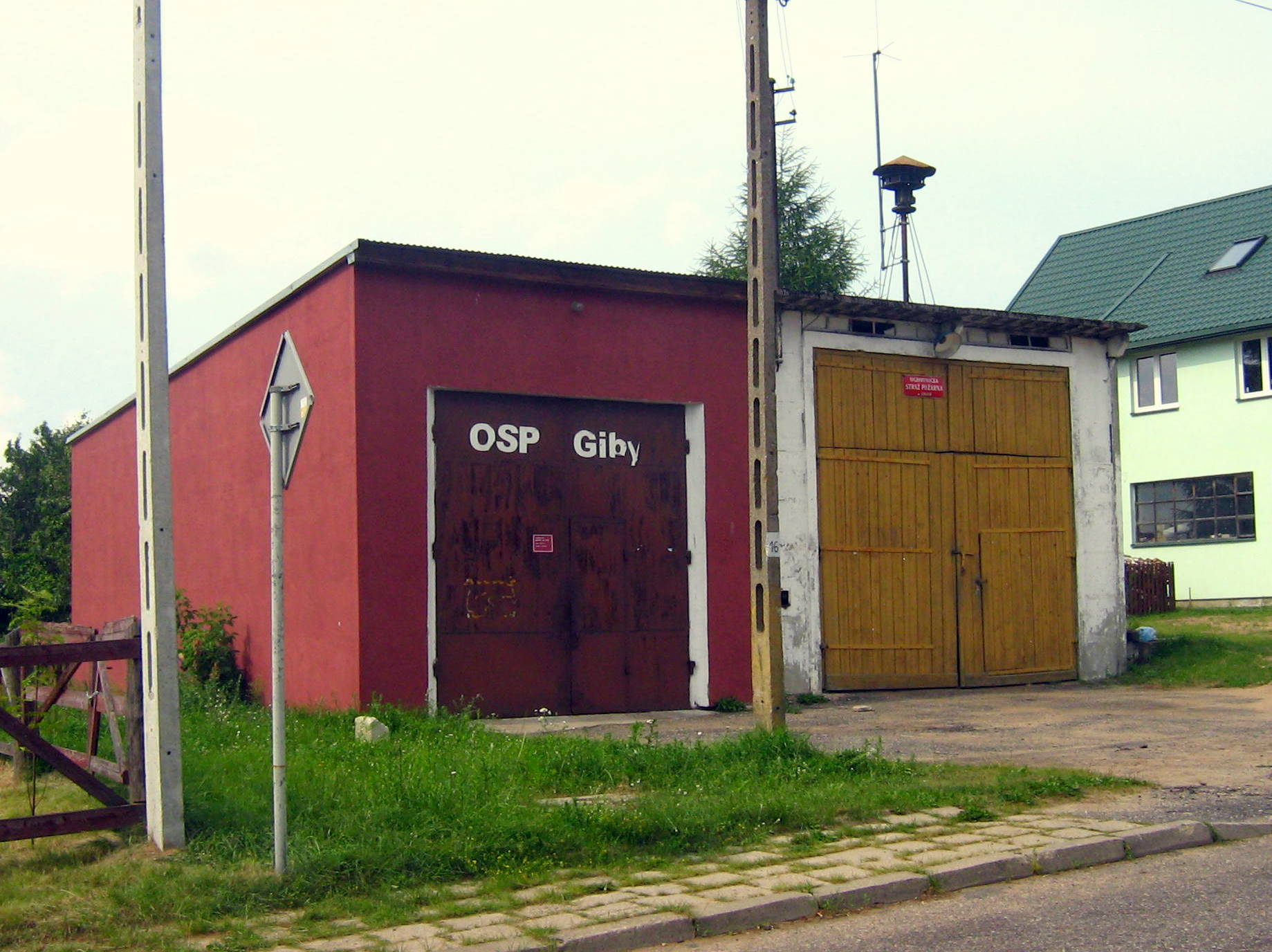
Remiza OSP

## Zabytki
Do rejestru zabytków Narodowego Instytutu Dziedzictwa wpisane są następujące obiekty:
- molenna staroobrzędowców, obecnie kościół parafialny rzymskokatolicki pw. św. Anny, drewniany, 1912, 1982 (nr rej.: 59 z 3.03.1980)
- dom nr 26, drewniany, 1928 (nr rej.: A-64 z 3.03.1980)